# Manchester United Football Club 1975-1976
Questa voce raccoglie le informazioni riguardanti il Manchester United Football Club nelle competizioni ufficiali della stagione 1975-1976

## Stagione
Ritornato in massima serie dopo un anno di purgatorio, il Manchester United si rivelò una neopromossa capace di lottare fino in fondo in tutte le competizioni in cui è impegnata, guidando la classifica del campionato per gran parte del torneo (alla fine la squadra si classificherà terza guadagnando l'accesso in Coppa UEFA) e giungendo in finale di FA Cup, dove fu sconfitto di misura dal Southampton.

## Maglie e sponsor
Per la prima volta nella storia della società compare uno sponsor tecnico sulle divise: si tratta di Admiral Sportswear, il cui logo viene posizionato inizialmente sulle maniche delle maglie per poi essere spostato, a metà stagione, sulla maglia. Il colletto diviene interamente bianco con scollo a V.
| Manica sinistra · Manica sinistra · Maglietta · Maglietta · Manica destra · Manica destra · Pantaloncini · Calzettoni |

## Rosa
| N. |                             | Ruolo | Calciatore      |
| -- | --------------------------- | ----- | --------------- |
| -  | Inghilterra (bandiera)      | P     | Alex Stepney    |
| -  | Irlanda (bandiera)          | P     | Paddy Roche     |
| -  | Scozia (bandiera)           | D     | Martin Buchan   |
| -  | Scozia (bandiera)           | D     | Stewart Houston |
| -  | Scozia (bandiera)           | D     | Alex Forsyth    |
| -  | Scozia (bandiera)           | D     | Arthur Albiston |
| -  | Irlanda del Nord (bandiera) | D     | Jimmy Nicholl   |
| -  | Inghilterra (bandiera)      | D     | Tony Grimshaw   |
| -  | Inghilterra (bandiera)      | D     | Tony Young      |
| -  | Inghilterra (bandiera)      | C     | Jimmy Kelly     |
| -  | Irlanda del Nord (bandiera) | C     | Tommy Jackson   |

| N. |                             | Ruolo | Calciatore      |
| -- | --------------------------- | ----- | --------------- |
| -  | Inghilterra (bandiera)      | C     | Gordon Hill     |
| -  | Irlanda del Nord (bandiera) | C     | David McCreery  |
| -  | Scozia (bandiera)           | C     | Lou Macari      |
| -  | Inghilterra (bandiera)      | C     | Brian Greenhoff |
| -  | Irlanda (bandiera)          | C     | Gerry Daly      |
| -  | Inghilterra (bandiera)      | C     | Steve Coppell   |
| -  | Irlanda del Nord (bandiera) | C     | Sammy McIlroy   |
| -  | Inghilterra (bandiera)      | A     | Stuart Pearson  |
| -  | Inghilterra (bandiera)      | A     | Peter Coyne     |
| -  | Scozia (bandiera)           | A     | Steve Paterson  |

## Statistiche

### Statistiche di squadra
| Competizione   | Punti | Totale | Totale | Totale | Totale | Totale | Totale | DR |
| Competizione   | Punti | G      | V      | N      | P      | Gf     | Gs     | DR |
| -------------- | ----- | ------ | ------ | ------ | ------ | ------ | ------ | -- |
| First Division | 56    | 42     | 23     | 10     | 9      | 68     | -59    |    |
| FA Cup         | -     | 7      | 5      | 1      | 1      | 13     | 7      | +6 |
| Totale         |       | 49     | 28     | 11     | 10     | 81     | -71    |    |

### Statistiche dei giocatori
| Giocatore | First Division | First Division |
| Giocatore | Presenze       | Reti           |
| --------- | -------------- | -------------- |
| Albiston  | 3              | ?              |
| Buchan    | 42             | ?              |
| Daly      | 41             | 7              |
| Coppell   | 42             | 4              |
| Coyne     | 2              | 1              |
| Forsyth   | 28             | 2              |
| Greenhoff | 40             | ?              |
| Grimshaw  | 1              | ?              |
| Hill      | 28             | 4              |
| Houston   | 42             | 2              |
| Jackson   | 17             | ?              |
| Kelly     | 1              | ?              |
| Macari    | 36             | 12             |
| McCreery  | 28             | 4              |
| McIllroy  | 41             | 10             |
| Nicholl   | 20             | ?              |
| Pearson   | 39             | 13             |
| Roche     | 4              | ?              |
| Stepney   | 38             | ?              |
| Young     | 1              | ?              |